# Isolona cooperi
Isolona cooperi är en kirimojaväxtart som beskrevs av John Hutchinson, John McEwan Dalziel, G. P. Cooper och Samuel James Record. Isolona cooperi ingår i släktet Isolona och familjen kirimojaväxter. Inga underarter finns listade i Catalogue of Life.